# Gekkan Shōnen Ace
Gekkan Shōnen Ace (月刊少年エース Gekkan Shōnen Ēsu?) es una revista mensual de manga shōnen en Japón publicada por Kadokawa Shōten, iniciada en 1994. A diferencia de los grandes semanarios shōnen con cifras de circulación de millones, Ace está dirigido a una audiencia menos convencional y tiene un énfasis particular en los enlaces de anime.

## Mangas publicados
- Ga-rei (喰霊, Ga-rei)
- Sargento Keroro (ケロロ軍曹 Keroro Gunsō?)
- Neon Genesis Evangelion ((新世紀エヴァンゲリオン Shin Seiki Evangelion?)
- Angelic Layer' (エンジェリックレイヤー Engerikku Reiyā?)
- Samurai Champloo (サムライチャンプルー Samuraichanpurū?)
- Suzumiya Haruhi no Yūutsu
- World of Narue
- Blood+
- Deadman Wonderland
- B't X
- Sora no Otoshimono
- Baka to Test to Shokanju
- Gasaraki
- Eden's Bowy
- Kenrō Densetsu
- Sirius No Kizuato
- Brain Powerd
- Tajuu Jinaku Tantei MPD Psycho (多重人格探偵サイコ?)
- Macross 7 Trash (マクロス?)
- Lodoss-Tō Senki: Eiyū Kishiden (ロードス島戦記 Rōdosu-tō Senki?)
- La visión de Escaflowne (天空のエスカフローネ Tenkū no Esukafurōne?)
- Teizokurei Daydream
- Welcome to the N.H.K. (NHKにようこそ?)
- Fate/stay night (フェイト／ステイナイト, ‘feito/sutei naito’)
- Mirai Nikki (未来日記)
- Kannazuki no Miko (神無月の巫女, Kannazuki no Miko)
- Nichijou (日常, Nichijou)
- Yosuga no Sora (ヨスガノソラ, Yosuga no Sora)
- Big Order
- Shinmai Maou no Keiyakusha